# Trésor de la vie
Le Trésor de la vie est l'un des sept traités du prophète Mani, écrit et considéré comme faisant partie du canon majeur du manichéisme. 
Le titre est peut-être dérivé de la parabole du Christ du trésor caché de « Matthew 13:44 131 » , qui est suivi de la parabole de la perle dans « Matthew 13:45-46 131 » ; accessoirement, les perles sont une métaphore majeure utilisée dans l'enseignement de Mani.
Il jouit d'une grande popularité et est cité par de nombreux auteurs de polémiques anti-manichéennes, dont Hégémonius et Augustin d'Hippone. Le thème principal semble être l'anthropologie de l'homme selon Mani, qui enseigne « quelles parties de l'âme proviennent de la pure lumière, et quelles parties procèdent des vicieuses ténèbres ». Duncan Greenlees affirme que Mani a probablement écrit Le Trésor de la vie alors qu'il voyageait dans le Grand Khorasan.
Le trésor de la vie est au cœur d'un événement miraculeux entourant le prophète Mani : lorsque Mar Ammo fut arrêté par un esprit de frontière dans le pays de Sogdia, le disciple jeûna et pria pendant deux jours. Peut-être à travers une vision, Mani a senti le problème de son disciple et est apparu au poste de guet à la frontière du Grand Khorasan. Le prophète a ensuite enseigné à Mar Ammo un passage du Trésor de la vie à réciter. Cela apaisa l'esprit de la frontière, qui vit que Mar Ammo était différente des hommes de même religion de son pays (probablement des bouddhistes ) et permit alors au disciple de reprendre son travail missionnaire dans la région.